# Philodendron fibrosum
Philodendron fibrosum är en kallaväxtart som beskrevs av Luis Aloysius, Luigi Sodiro och Thomas Bernard Croat. Philodendron fibrosum ingår i släktet Philodendron och familjen kallaväxter. Inga underarter finns listade.